# Roswietha Zobelt
Roswietha Zobelt   (Rittersgrün, 24 de novembre de 1954), nascuda Reichel, és una remadora alemanya, ja retirada, que va competir sota bandera de la República Democràtica Alemanya durant la dècada de 1970.
El 1976 va prendre part en els Jocs Olímpics d'Estiu de Mont-real, on va guanyar la medalla d'or en la prova del quàdruple scull del programa de rem. Formà equip amb Anke Borchmann, Jutta Lau, Viola Poley i Liane Weigelt. Quatre anys més tard, als Jocs de Moscou, revalidà la medalla d'or en la mateixa prova. En aquesta ocasió formà equip amb Sybille Reinhardt, Jutta Ploch, Jutta Lau i Liane Buhr.
En el seu palmarès també destaquen quatre medalles d'or al Campionat del món de rem, el 1974, 1975, 1977 i 1979, així com una medalla d'or al Campionat d'Europa de rem de 1973. A nivell nacional va guanyar el títol del quàdruple scull de 1975, 1978 i 1979 i del doble scull el 1977.